# Cionus
Genre
Cionus est un genre d'insectes coléoptères de la famille des Curculionidae. Trente-neuf espèces de ce genre sont présentes en Europe. Son nom vient du grec κίων (colonne).

## Liste d'espèces
Selon Catalogue of Life (30 août 2014) :
- Cionus alauda
- Cionus albidus
- Cionus albopubens
- Cionus albopunctatus
- Cionus albosparsus
- Cionus alluaudi
- Cionus amictus
- Cionus angulicollis
- Cionus antirrhini
- Cionus asellus
- Cionus atlanticus
- Cionus auriculus
- Cionus batianii
- Cionus beccabungae
- Cionus bipunctatus
- Cionus bipustulatus
- Cionus blattariae
- Cionus bletoni
- Cionus bremondi
- Cionus campanulae
- Cionus capensis
- Cionus caprimulgus
- Cionus catenatus
- Cionus caucasicus
- Cionus championi
- Cionus clairvillei
- Cionus compactus
- Cionus congoanus
- Cionus coriaceus
- Cionus costipennis
- Cionus decorus
- Cionus densenotatus
- Cionus dependens
- Cionus distinctus
- Cionus donckieri
- Cionus ebeninus
- Cionus elegantulus
- Cionus ferrugans
- Cionus ferrugatus
- Cionus flavocalcaratus
- Cionus flavoguttatus
- Cionus flavopunctatus
- Cionus franzi
- Cionus fraxini
- Cionus galloisi
- Cionus ganglbaueri
- Cionus gebleri
- Cionus gibbifrons
- Cionus globulariae
- Cionus globulus
- Cionus goricus
- Cionus graminis
- Cionus griseopubens
- Cionus griseus
- Cionus hauseri
- Cionus helleri
- Cionus hemisphaericus
- Cionus histrio
- Cionus hortulanus
- Cionus hypsibatus
- Cionus impunctatus
- Cionus indicus
- Cionus ingratus
- Cionus interruptus
- Cionus japonicus
- Cionus kunzii
- Cionus labilis
- Cionus laportei
- Cionus leonhardi
- Cionus leucostictus
- Cionus linariae
- Cionus longicollis
- Cionus luctuosus
- Cionus lythri
- Cionus marginatus
- Cionus melanarius
- Cionus meleagris
- Cionus merkli
- Cionus meticulatus
- Cionus meticulosus
- Cionus micros
- Cionus moestus
- Cionus montanus
- Cionus netus
- Cionus nigritarsis
- Cionus nigropunctatus
- Cionus noctis
- Cionus notatus
- Cionus nubilosus
- Cionus obesus
- Cionus obscurus
- Cionus ocellatus
- Cionus ochraceus
- Cionus ogasawarai
- Cionus olens
- Cionus olivieri
- Cionus orientalis
- Cionus osyridis
- Cionus pallidulus
- Cionus pallidus
- Cionus parcenotatus
- Cionus pascuorum
- Cionus perlatus
- Cionus pici
- Cionus pictus
- Cionus plantarum
- Cionus pulchellus
- Cionus pulvereus
- Cionus pulverosus
- Cionus pustulatus
- Cionus rabinovitchi
- Cionus reitteri
- Cionus rostellum
- Cionus salicariae
- Cionus schonherri
- Cionus schultzei
- Cionus scrophulariae
- Cionus semialbellus
- Cionus setiger
- Cionus similis
- Cionus simplex
- Cionus solani
- Cionus solanus
- Cionus spilotus
- Cionus spinosulus
- Cionus stimulosus
- Cionus styriacus
- Cionus subalpinus
- Cionus subsquamosus
- Cionus suturalis
- Cionus tamazo
- Cionus tarsalis
- Cionus telonensis
- Cionus teter
- Cionus thapsi
- Cionus thapsicola
- Cionus thapsus
- Cionus thoracicus
- Cionus tieffenbachi
- Cionus tissoni
- Cionus tonkinensis
- Cionus transquamosus
- Cionus trionatus
- Cionus tristis
- Cionus tuberculosus
- Cionus tuberosus
- Cionus ulmi
- Cionus ungulatus
- Cionus uniformis
- Cionus usambicus
- Cionus variegatus
- Cionus verbasci
- Cionus veronicae
- Cionus vestitus
- Cionus villae
- Cionus virgatus
- Cionus wittei
- Cionus woodi

Selon ITIS (1er mars 2017) :
- Cionus scrophulariae (Linnaeus, 1758)

Selon NCBI (1er mars 2017) :
- Cionus alauda
- Cionus clairvillei
- Cionus hortulanus
- Cionus longicollis
- Cionus nigritarsis
- Cionus olens
- Cionus scrophulariae
- Cionus thapsus
- Cionus tuberculosus